# Dekanat Meiningen
Das Dekanat Meiningen ist eines von sieben Dekanaten im römisch-katholischen Bistum Erfurt.
Das Dekanat liegt im Süden und Westen Thüringens an den Landesgrenzen zu Bayern und Hessen, das im Wesentlichen die Landkreise Wartburgkreis, Gotha, Schmalkalden-Meiningen, Hildburghausen und Sonneberg sowie die kreisfreien Städte Eisenach und Suhl umfasst. Eine Ausnahme bildet ein Großteil der Thüringischen Rhön mit dem Dekanat Geisa, das zum Bistum Fulda gehört. Das Dekanat Meiningen wurde 1949 gegründet und hat seinen Sitz in der Mauergasse 22 in Meiningen.

## Geschichte
Von 1007 bis 1994 gehörten zum Bistum Würzburg große Teile vom heutigen Südthüringen, das bis 1920 dem Staatsterritorium von Herzogtum und Freistaat Sachsen-Meiningen entspricht. Nachdem Sachsen-Meiningen in dem neugegründeten Land Thüringen aufging, wurde das würzburgische Bischöfliche Kommissariat Meiningen eingerichtet. Bischof Julius Döpfner gründete Angesichts der deutschen Teilung 1949 die Dekanate Meiningen und Saalfeld, um nicht die Bindung zu den würzburgischen Pfarreien in Thüringen zu verlieren. Ab 1958 durften keine Bischöfe mehr in die DDR einreisen, sodass Bischof Josef Stangl 1959 die beiden Thüringer Dekanate zum Generalvikariat ernannte. Generalvikar wurde Dekan Joseph Schönauer, der ab 1967 Bischöflicher Kommissar war. Mit Hilfe des Bistums Würzburg erbaute man von 1967 bis 1972 in Meiningen eine neue Pfarrkirche.
1973 bildete der Vatikan aus den Thüringischen Gebieten der Bistümer Fulda und Würzburg das Bischöfliche Amt Erfurt-Meiningen. Apostolischer Administrator wurde der Erfurter Generalvikar Hugo Aufderbeck, für die Meininger Gebiete standen ihm Weihbischof Karl Ebert (1973/74) und Dieter Hömer (1975–1990) zur Seite. Das Dekanat Meiningen kam schließlich 1994 zum neugegründeten Bistum Erfurt.

### Strukturreformen im Bistum Erfurt
Im Jahr 2005 reduzierte man durch eine Neuordnung des Bistums die Anzahl der Dekanate von 14 auf 7. Des Weiteren wurden 2008 die Pfarrgemeinde St. Kilian in Bad Liebenstein als Filialgemeinde der Pfarrei St. Andreas in Bad Salzungen und die Pfarrgemeinde St. Petrus in Ohrdruf als Filialgemeinde der Pfarrei St. Bonifatius in Gotha zugeordnet. Mit einer ab 2012 begonnenen Strukturreform wird es bis zum Abschluss im Jahr 2020 in den 7 Dekanaten durch Zusammenlegung nur noch 33 Pfarreien geben. Die Pfarrei Friedrichroda wurde bereits 2012 der Pfarrei Gotha zugeordnet. Im Dekanat Meiningen entstehen so aus den einst 9 Pfarreien die 4 Pfarreien Eisenach, Gotha, Meiningen, und Sonneberg.

## Gliederung

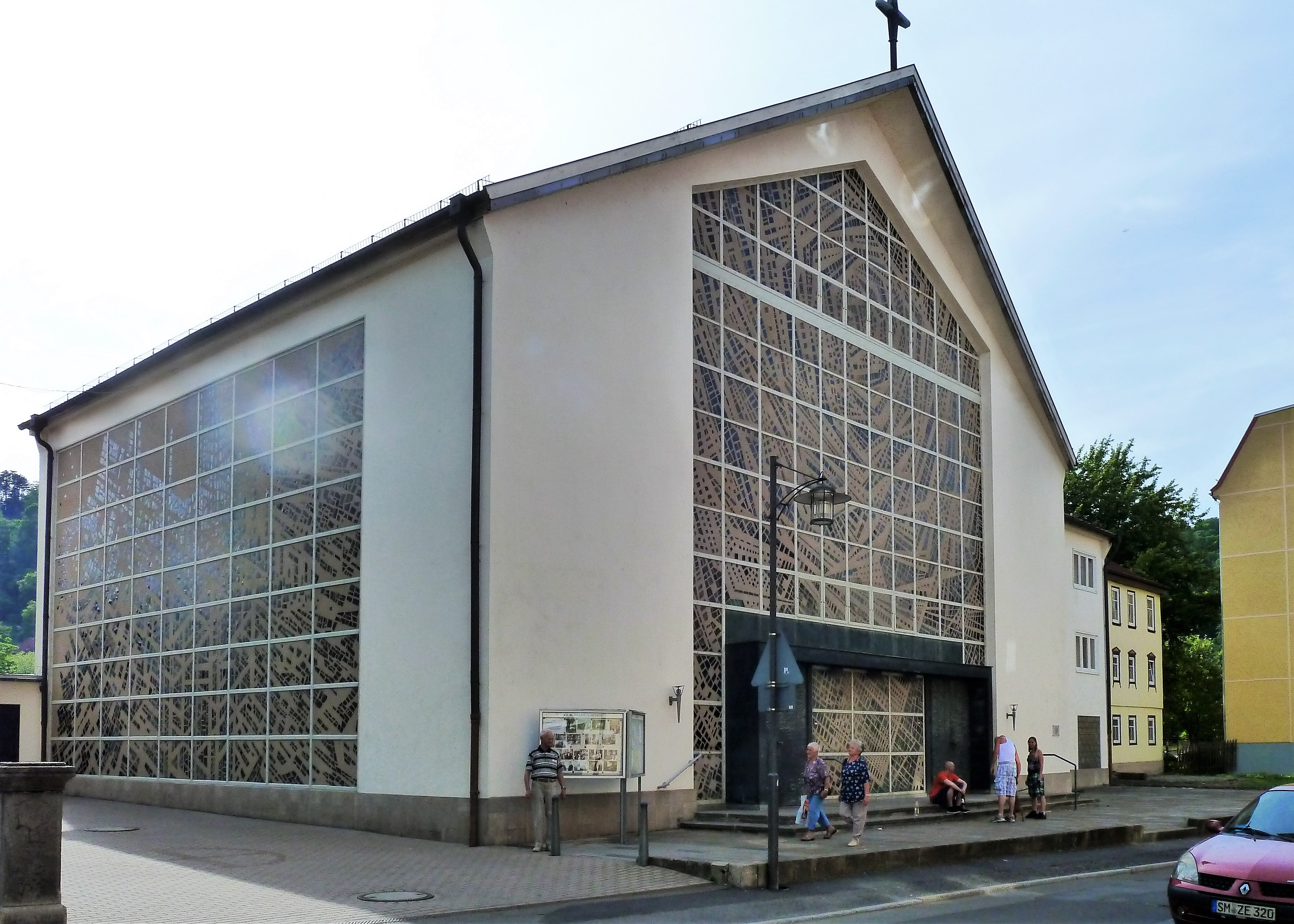
Dekanatssitz – Unsere liebe Frau, Meiningen

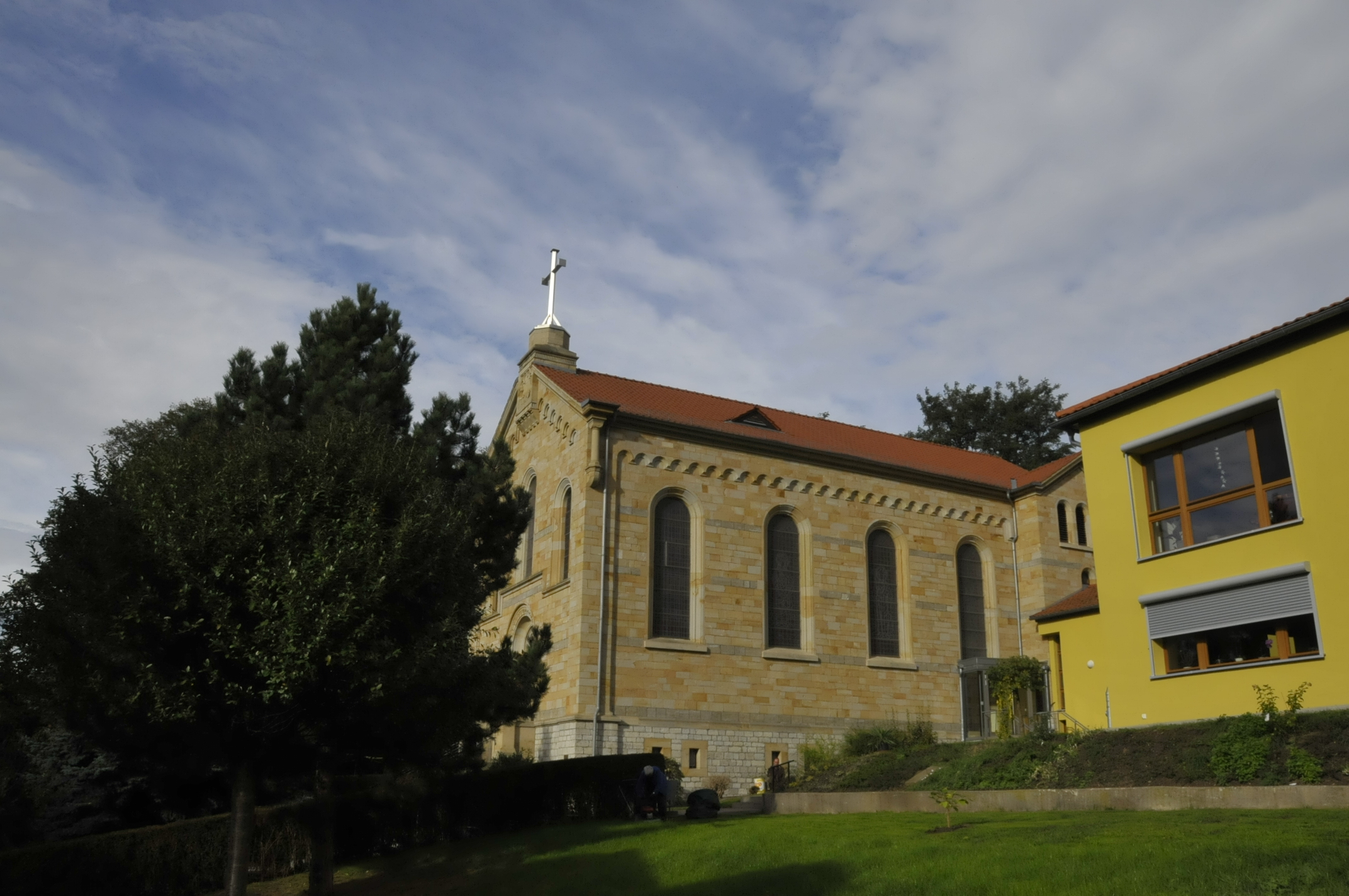
St. Bonifatius, Gotha

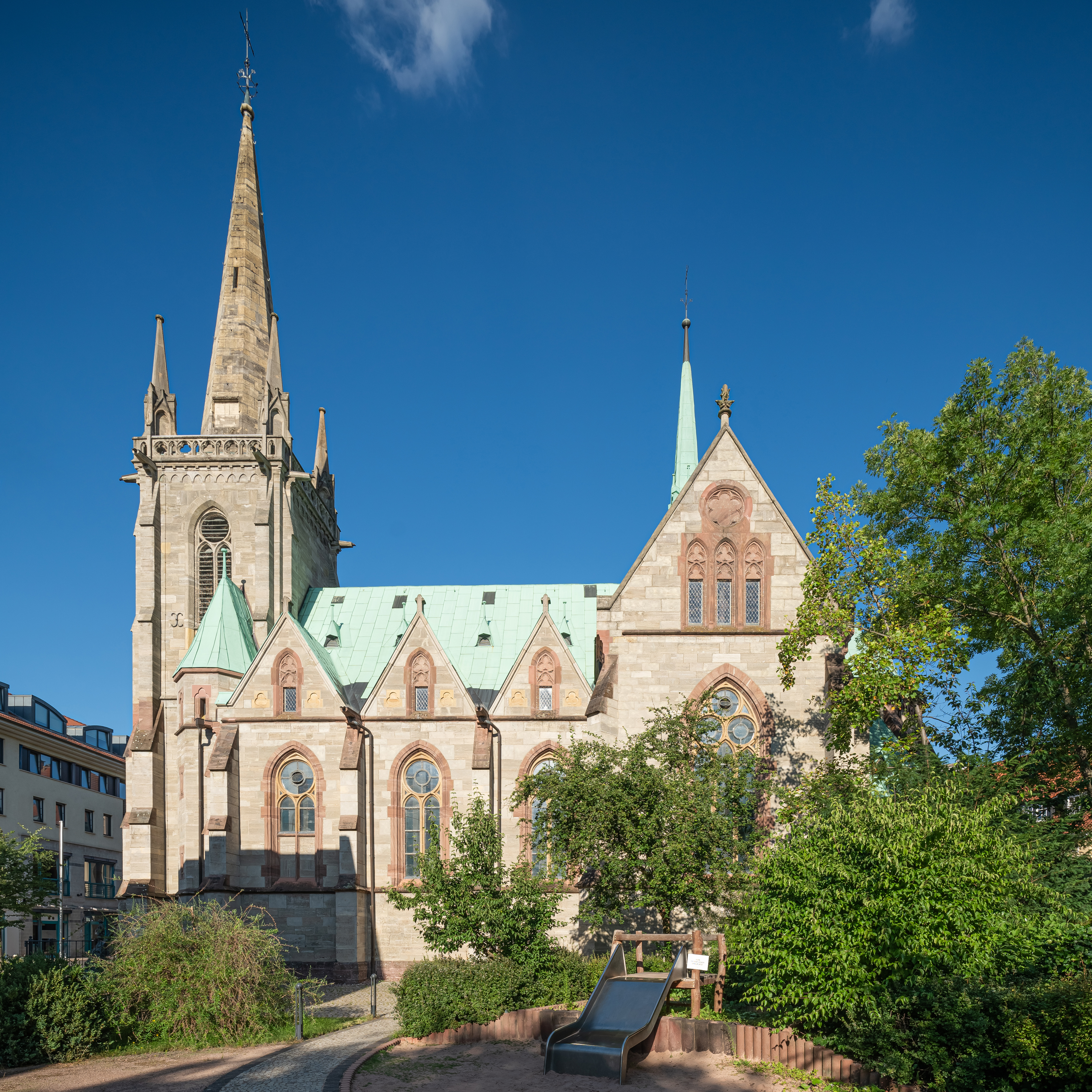
St. Elisabeth, Eisenach

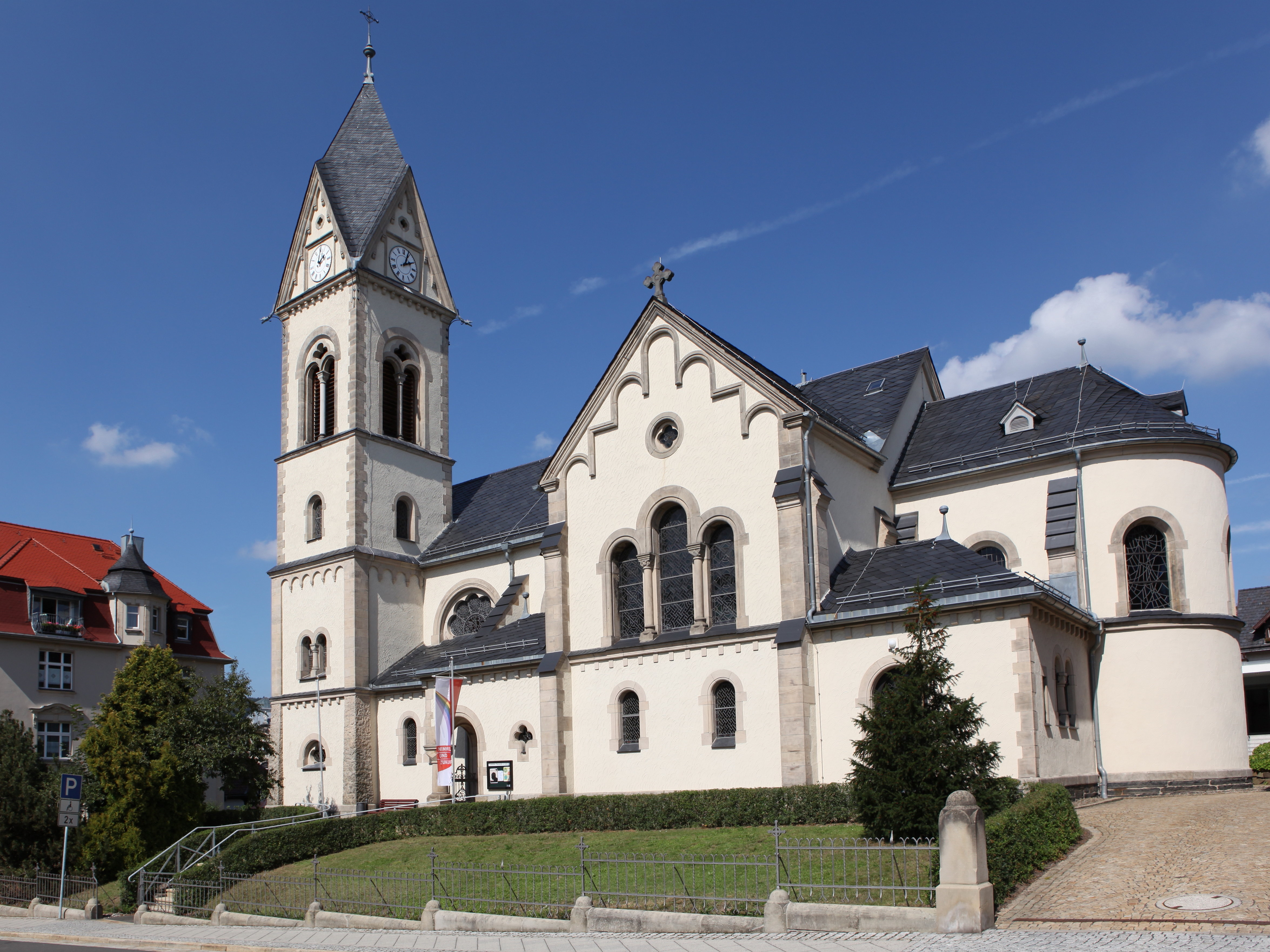
St. Stefan, Sonneberg

### Pfarreien
Das Dekanat Meiningen hat 4 Pfarreien und 23 Filialkirchen und Kapellen (Stand: 2022).

#### Pfarrei St. Elisabeth Eisenach
Pfarrkirche: St. Elisabeth, Eisenach
Filialkirchen:
- St. Kilian, Bad Liebenstein
- St. Andreas, Bad Salzungen
- Herz Jesu, Gerstungen
- St. Konrad von Parzham, Ruhla

#### Pfarrei St. Bonifatius Gotha
Pfarrkirche: St. Bonifatius, Gotha
Filialkirchen:
- St. Karl Borromäus, Friedrichroda
- Christkönig, Gotha
- St. Petrus, Ohrdruf
- Unsere Liebe Frau, Waltershausen

Kapellen:
- Maria Mutter der Kirche, Tabarz

#### Pfarrei St. Marien Meiningen
Pfarrkirche: Unsere Liebe Frau, Meiningen
Filialkirchen:
- St. Mariä Heimsuchung, Obermaßfeld-Grimmenthal
- St. Mariä Himmelfahrt, Schleusingen
- St. Helena, Schmalkalden
- St. Kilian, Suhl
- St. Ägidius, Wolfmannshausen
- Christkönig, Zella-Mehlis

Kapellen:
- St. Josef, Oberhof
- Zum Heiligen Geist, Steinbach-Hallenberg
- St. Michael, Wernshausen

#### Pfarrei St. Stefan Sonneberg
Pfarrkirche: St. Stefan, Sonneberg
Filialkirchen:
- St. Elisabeth, Eisfeld
- Muttergottes von der Immerwährenden Hilfe, Gräfenthal
- St. Leopold, Hildburghausen
- St. Johannes der Täufer, Schalkau

## Einrichtungen
- Dekanatsjugendseelsorge Meiningen in Eisenach, Anschrift: Alexanderstraße 45, 98544 Eisenach
- Caritas-Niederlassungen in Eisenach, Gotha, Meiningen und Suhl.
- Mutter-Kind-Klinik Maria am See, Bad Salzungen
- Altenpflegeheim Elisabethenruhe, Eisenach
- Hospiz St. Elisabeth, Eisenach
- St. Georg Klinikum Eisenach gGmbH, Eisenach
- Katholische Kindertageseinrichtung St. Elisabeth in Wolfmannshausen